# Liao Fan
Pour les articles homonymes, voir Liao (homonymie).
Dans ce nom chinois, le nom de famille, Liao, précède le nom personnel.
Liao Fan (en chinois : 廖 凡), né à Changsha le 14 février 1974, est un acteur chinois.

## Biographie
Liao Fan est diplômé de l'académie de théâtre de Shanghai. En février 2014, il remporte l'Ours d'argent du meilleur acteur au 64e Festival international du film de Berlin pour son interprétation du policier Zhang Zili dans le film Black Coal, réalisé par Diao Yi'nan.

## Filmographie partielle

### Au cinéma
- 2002 : Chicken Poets (Xiang ji mao yi yang fei) de Meng Jing Hui : Chen Xiaoyang
- 2007 : Héros de guerre (Ji Jie Hao) de Feng Xiaogang : Jiao Dapeng
- 2010 : Let the Bullets Fly (Rang zi dan fei) de Jiang Wen : 3
- 2010 : If you are the one 2 (Fei cheng wu rao 2) de Feng Xiaogang : Jian Guo
- 2011 : Beginning of the Great Revival (Jian dang wei ye) de Han Sanping (en) et Huang Jianxin : Zhu De
- 2011 : L'amour n'est pas aveugle (Shi lian 33 tian) de Teng Hua-tao : oncle Chen jeune
- 2011 : Love on Credit (Xing fu e du) de Leste Chen : Jiang Cheng
- 2012 : Chinese Zodiac de Jackie Chan : David
- 2014 : Black Coal de Diao Yi'nan : le policier Zhang Zili
- 2015 : The Final Master (Shi Fu) de Xu Haofeng : le Master
- 2017 : Guilty of Mind (Xin li zui) de Xie Dongshen : Tai Wei
- 2018 : Les Éternels de Jia Zhangke : Bin
- 2018 : Hidden Man (Xie bu ya zheng) de Jiang Wen : Zhu Qianlong
- 2018 : Savage (Xue bao) de Cui Siwei : Damao
- 2019 : Le Lac aux oies sauvages de Diao Yi'nan

## Distinctions
- Berlinale 2014 : Ours d'argent du meilleur acteur pour son rôle d'un policier dans Black Coal de Diao Yi'nan.